# Valea Ciurenilor
Valea Ciurenilor – wieś w Rumunii, w okręgu Sălaj, w gminie Zalha. W 2011 roku liczyła 22 mieszkańców.